# Pokémon : Jirachi, le génie des vœux
Pokémon : Jirachi, le génie des vœux est un long métrage d'animation japonais, issue de la franchise Pokémon.
Le quatrième, sixième et septième film ne bénéficie pas de doublage français correspondant au reste des films et de la série, au grand désarroi des fans de la saga. En effet, ceux-ci ont été doublé par un autre studio de doublage français.  Aurélien Ringelheim et les principaux comédiens de doublage habituel n'ont pas été sollicité. Les spectateurs espèrent un jour le re doublage des films manquants, afin qu'il y est une concordance avec la saga.

## Synopsis
Tous les mille ans, une comète passe près de la terre pendant une période de sept jours. C'est durant cette période que le Pokémon souhait Jirachi sort de son sommeil. 
Max, qui se revèle être le gardien de Jirachi durant cette période, devra le protéger d'un magicien travaillant comme scientifique pour la Team Magma, avec l'aide de ses amis, d'une amie d'enfance du magicien et d'un mystérieux Absol. 

## Distribution

### Voix originales
- Ikue Ōtani : Pikachu
- Rica Matsumoto : Satoshi
- Tomiko Suzuki : Jirachi
- KAORI : Haruka
- Fushigi Yamada : Masato
- Yūji Ueda : Takeshi, Sonans
- Unshō Ishizuka : Narrateur
- Inuko Inuyama : Nyarth
- Megumi Hayashibara : Musashi, Absol
- Shinichirô Miki : Kojiro
- Chinami Nishimura : Achamo
- Katsuyuki Konishi : Bohmander
- Kōichi Yamadera : Butler
- Kenji Nojima : Butler (voix enfant)
- Kōichi Sakaguchi : Graena
- Riho Makise : Dianne
- Natsuki Yoshihara : Dianne (voix enfant)
- Papaya Suzuki : Bogii
- Voix des pokémon : Akiko Kawase, Asako Shirakura, Kumiko Higa, Miwa Kouzuki, Miyako Itō, Ryoko Shiraishi, Ryoukichi Takahashi, Satoshi Katōgi, Takayuki Yamaguchi

### Voix françaises
- Nicolas Beaucaire : Sacha
- Julien Chatelet : Pierre
- Valérie Nosrée : Jessie
- Luc Boulad : James
- Isabelle Volpe : Flora, Max
- Jean-François Lescurat : Butler
- Frédéric Souterelle : le narrateur, vendeur indien

### Voix québécoises
- Sébastien Reding : Ash
- Martin Watier : Brock
- Éveline Gélinas : May
- Johanne Léveillé : Max
- Claude Gagnon : Butler
- Véronique Clusiau : Diana
- Lisette Dufour : Jirachi
- Antoine Durand : James
- Christine Séguin : Jessie
- François Sasseville : Meowth
- Denis Mercier : le narrateur
- Daniel Lesourd : le vendeur de friandises et un membre de la Team Magma

### Voix anglaises
- Veronica Taylor : Ash Ketchum / May
- Eric Stuart : Brock / James
- Amy Birnbaum : Max
- Rachael Lillis : Jessie
- Maddie Blaustein : Meowth
- Wayne Grayson : Butler
- Megan Hollingshead : Diane
- Kerry Williams : Jirachi

## Autour du film
- Le prologue de ce film montre les principaux Pokémon légendaires des cinq premiers films. Il montre Mewtwo, Lugia, Entei, Celebi, Latios, et Latias . Toutefois, Mew, les oiseaux légendaires et Suicune sont absents.
- L'emplacement principal du film, Forina, est basé sur Wulingyuan, situé dans la province de Hunan en Chine.
- Le cri du Groudon contient un barrissement d'éléphant.